# Rowlett
Rowlett – miasto w hrabstwach Dallas i Rockwall, w amerykańskim stanie Teksas, na wschodnich przedmieściach aglomeracji Dallas. Według spisu w 2020 roku liczy 62,5 tys. mieszkańców.

## Demografia
W 2020 roku 53,2% populacji to biali (nie licząc Latynosów), 19,7% to Latynosi, 17,5% to byli czarni lub Afroamerykanie, 7,4% miało pochodzenie azjatyckie, 3,5% było rasy mieszanej i 0,5% to była rdzenna ludność Ameryki.